# Tour mort et deux demi-clefs
Le tour mort et deux demi-clefs est un nœud utilisé pour fixer l'extrémité d'une corde à un objet fixe. Le nom fait référence aux composants utilisés pour former le nœud : un tour de corde enroule la corde autour de l'objet (l'encerclant complètement) et les deux demi-clefs fixent l'extrémité autour de la partie dormante.

## Nouage

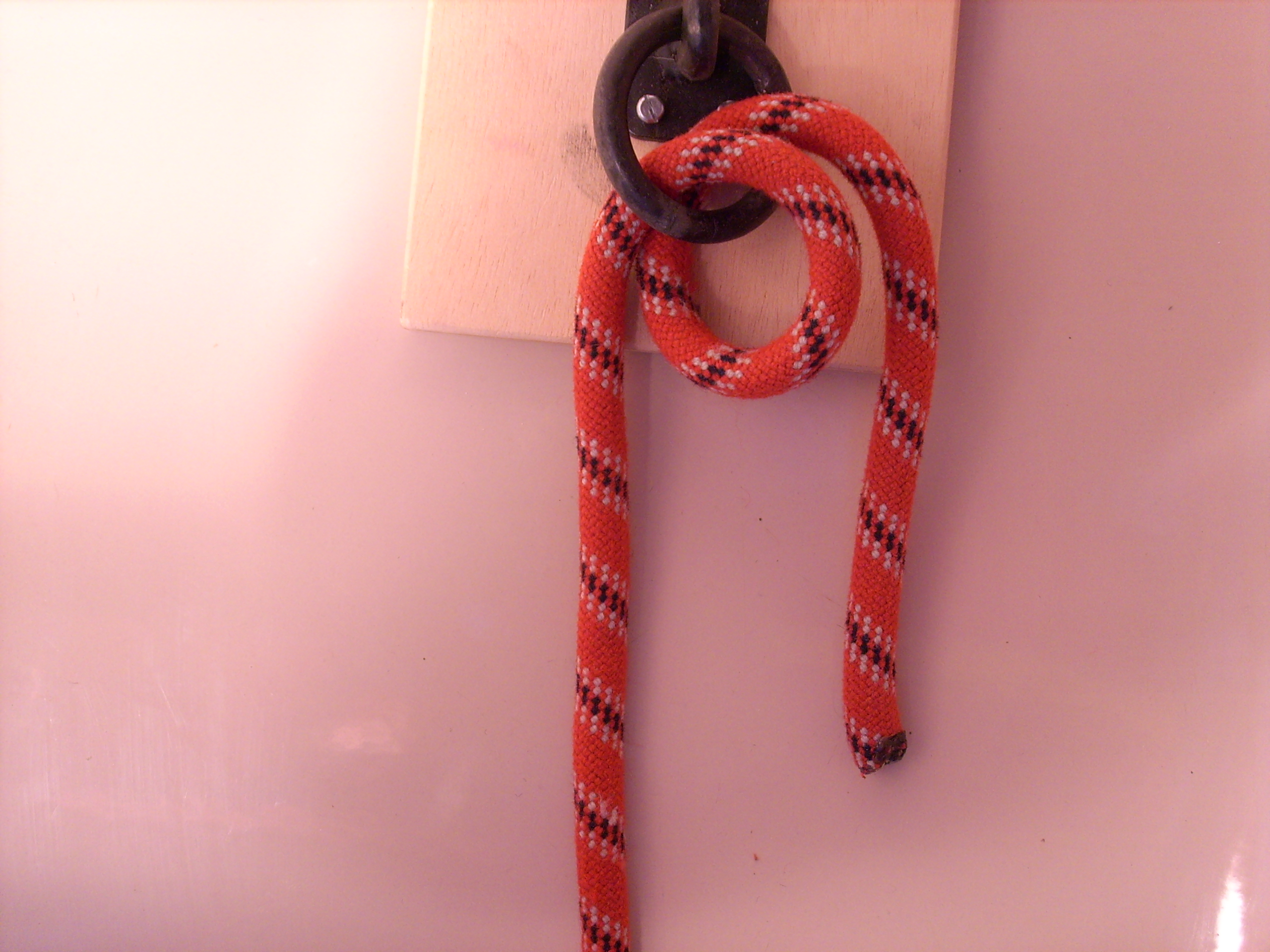
Etape 1
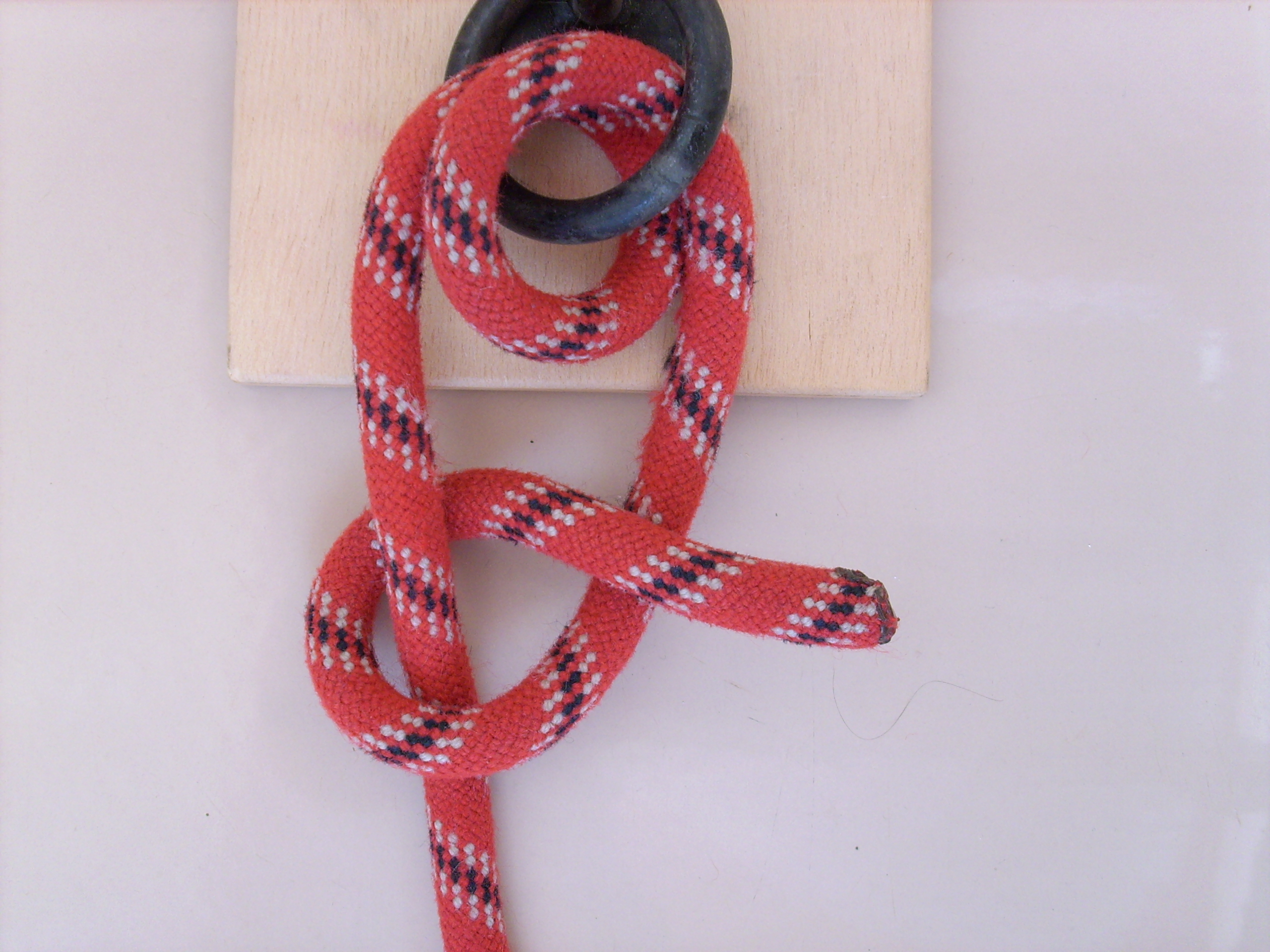
Etape 2
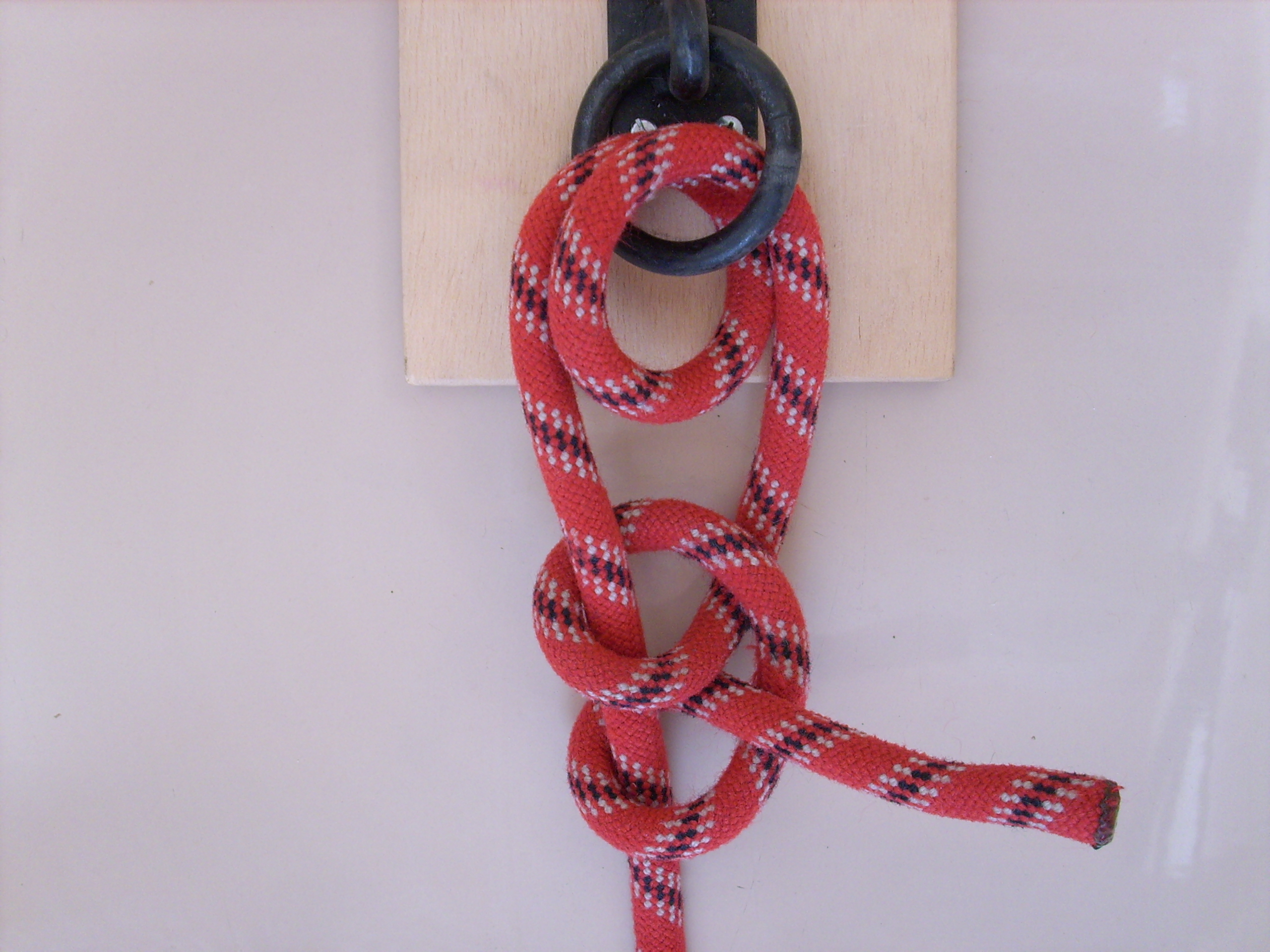
Etape 3